# クバルスンド橋
クバルスンド橋 (ノルウェー語: Kvalsundbrua) は、ノルウェー、フィンマルク県のクバルスンドにある吊橋である。橋は、本土とクバレイ島の間にあるクバルスンド海峡に架かる。クバルスンド村の真西にあり、ハンメルフェスト町の約25km南に位置している。
1977年に開通した長さ741mの橋には、11のスパンがあり、メインスパンは525mである。海からの最高の高さは26m。クバルスンド橋は、世界で56番目に長い吊橋であり、世界最北端にある吊橋でもある。

## ギャラリー

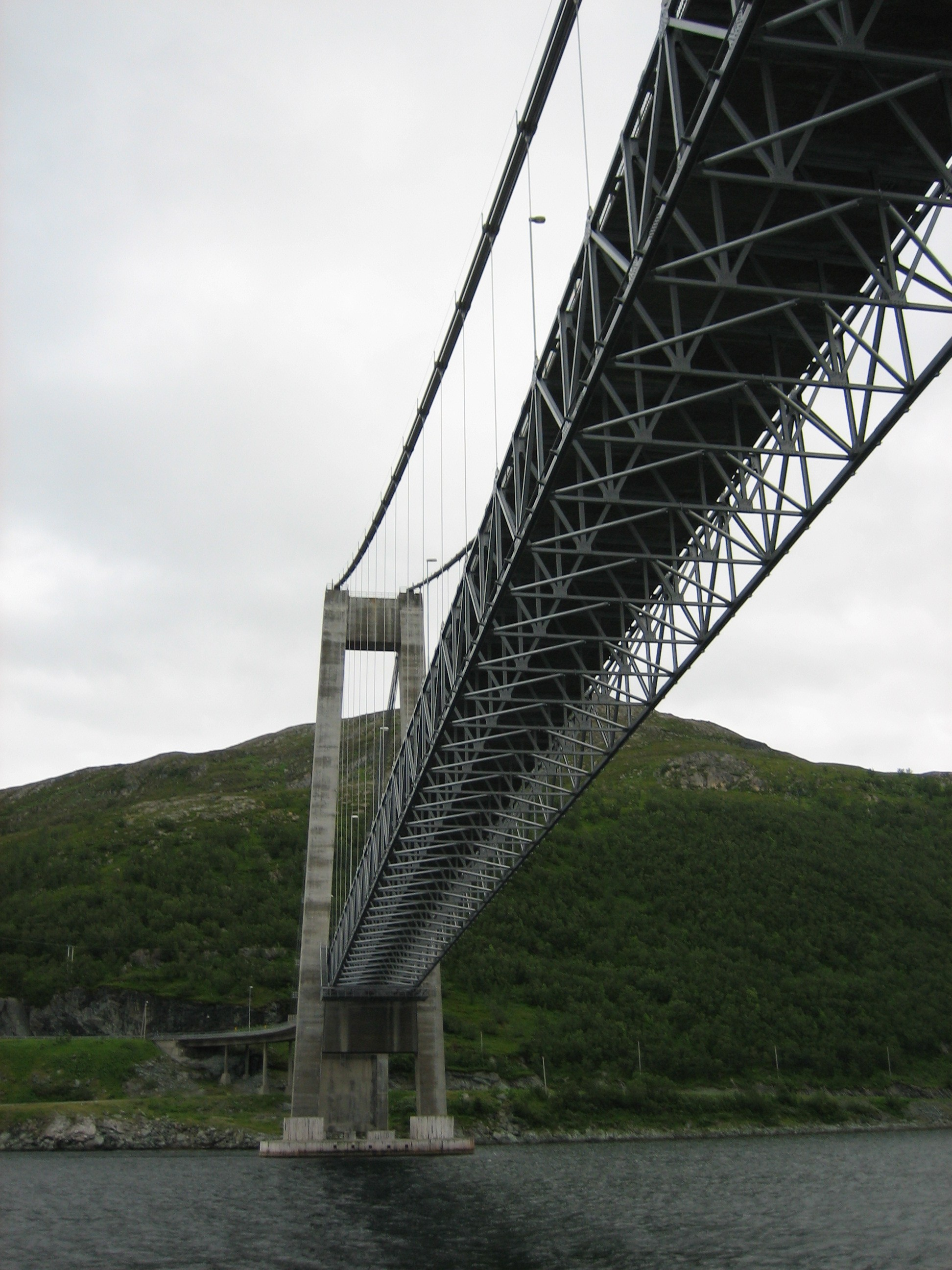
下から見たクバルスンド橋
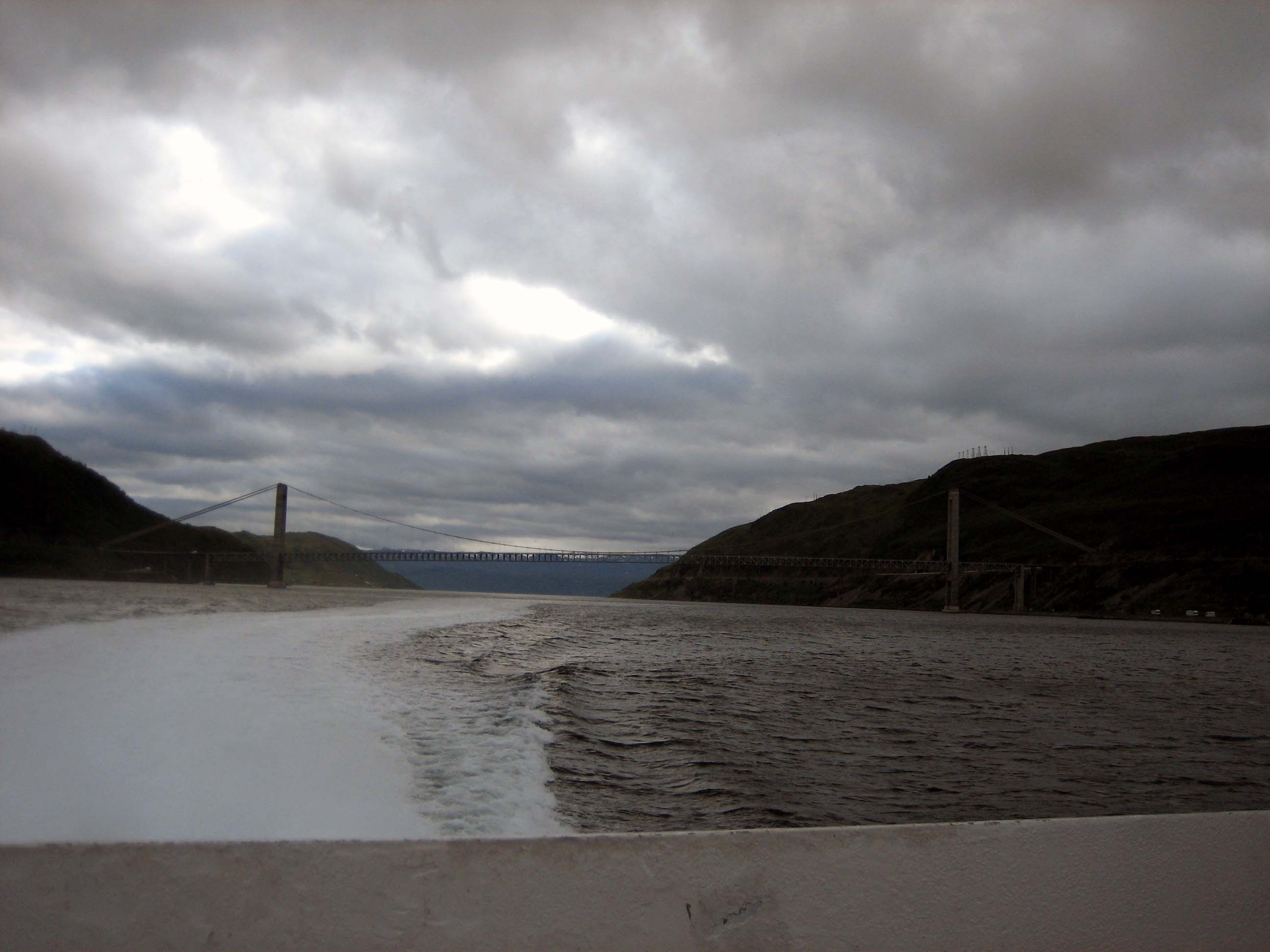
離れた位置からのクバルスンド橋